# 1899 (serie televisiva)
1899 è una serie televisiva del 2022 ideata da Baran bo Odar e Jantje Friese.

## Trama
1899. I migranti a bordo del "Kerberus" (una nave che attraversa l'Oceano Atlantico) sono di varie nazionalità, età ed estrazione sociale, ma tutti affrontano il viaggio dall'Europa verso New York con la speranza di un futuro migliore. Durante il viaggio, la nave si imbatte in un messaggio riportante delle coordinate, di poco fuori dalla sua rotta: si tratta probabilmente del "Prometeus", nave della stessa compagnia di navigazione, scomparsa pochi mesi prima. Il capitano del "Kerberus", Eyk Larsen, ha da poco subito un grave lutto familiare. I suoi incubi intrecciano l'episodio con la nave scomparsa, come se questa fosse correlata ai suoi lutti. Pertanto decide di cambiare rotta per verificare lo stato del "Prometeus". Anche la dottoressa Maura Franklin è soggetta ad incubi ricorrenti, inerenti al fratello Ciarán che, presumibilmente, era a bordo dell'altra nave e, quindi, avalla la decisione del comandante, mentre tutti gli altri passeggeri e membri dell'equipaggio accettano malvolentieri tale cambio di rotta.
Alle coordinate ricevute, c'è effettivamente il "Prometeus" in stato di totale abbandono e senza apparenti segni di vita a bordo. Organizzata una scialuppa di soccorso (comprendente, fra gli altri, gli stessi Eyk e Maura), l'unica persona che trovano a bordo è un bambino, muto, con il suo strano giocattolo piramidale, di cui la dottoressa Franklin decide di prendersi cura. Nel frattempo, senza essere visto da nessuno, sale sul "Kerberus" il misterioso Daniel Solace (presumibilmente, anche lui a bordo della nave scomparsa) che si presenta alla dottoressa, tentando di ricevere maggiori informazioni su cosa abbiano trovato sul "Prometeus". Il capitano Eyk riceve l'ordine, dalla compagnia di navigazione, di affondare il Prometeus, ma non lo esegue, anzi decide di trainare la nave scomparsa in Europa, annunciando il cambio di rotta. Questo evento, assieme alle morti misteriose di alcuni bambini a bordo, portano alcuni passeggeri, sobillati da Franz, braccio destro del comandante, a dare vita ad un ammutinamento. Davanti a questo precipitare degli eventi, Daniel estrae dalla tasca un marchingegno (chiaramente non disponibile nel 1899) e fa letteralmente scomparire il "Prometeus", non prima che Eyk e Maura siano riusciti a tornare a bordo per scoprire che entrambi erano registrati fra i passeggeri della nave (Eyk, addirittura, ne era il capitano).
Costretti nelle loro cabine dagli ammutinati, entrambi scoprono che, sotto i loro letti, ci sono degli strani passaggi segreti che portano a dei veri e propri ambienti esterni, palcoscenici dei loro incubi: Maura si ritrova nelle montagne in cui vi era la clinica psichiatrica di suo padre, mentre Eyk nella foresta in cui vi era la casa in cui rimase bruciata tutta la sua famiglia. Maura comincia a credere che sia tutta una simulazione architettata dal padre, Henry Singleton (proprietario della flotta navale che annovera anche il "Kerberus" ed il "Prometeus"), per nascondere i brutali abusi che compiva nella clinica. Nel frattempo, la folla di ammutinati trova e scaraventa in acqua il bambino muto, credendolo responsabile delle morti a bordo, ma questo ricompare nel bar del "Kerberus" nello stesso mobile in cui fu trovato a bordo del "Prometeus", fra gli attoniti prigionieri degli ammutinati (fra cui ci sono Eyk e Maura, nel frattempo "rientrati a bordo" dai loro "paesaggi").
Questi cominciano a pensare che Daniel sappia più di quel che fa vedere. Questo, messo alle strette, scompare grazie alla sua consolle, salvo riapparire nel "paesaggio" di Maura quando questa sta provando a capire come uscirne con Eyk. Prima di essere rinchiuso in una stanza dell'ospedale psichiatrico, confessa a Maura di essere suo marito. Questa, scioccata, torna "a bordo" ed irrompe nella cabina di Solace cercando maggiori informazioni. Scopre che anche sotto il suo letto c'è un passaggio segreto che porta ad una camera matrimoniale dallo stile anni '70. Qui trova molte fotografie di lei col marito e il loro figlio, il bambino muto trovato sul "Prometeus". Nel frattempo, a bordo nave, un suono simile ad un allarme anti-aereo fa entrare in trance la maggior parte degli occupanti che cominciano a suicidarsi in massa, gettandosi in acqua dal ponte principale. Alla fine inizia un countdown: la simulazione finirà a breve. Eyk prova, tramite il suo "paesaggio", a risalire a bordo, ma si ritrova sul "Prometeus". Uscendo sul ponte scopre altre navi simili a quella, e comprende che si tratta delle altre simulazioni fallite, e che quell'ambiente è una sorta di archivio.
Nel tentativo di interrompere la simulazione prima che scada (e che faccia ritornare tutti su una nuova nave in partenza, senza che questi si ricordino dell'esperienza precedente), Maura scopre che si deve attivare un codice tramite la chiave che aveva ricevuto via lettera prima della partenza del viaggio. La "serratura" si scopre essere il giocattolo piramidale che aveva con sé suo figlio. Davanti a ciò, Henry Singleton (che, sin dall'inizio, sta osservando su dei monitor la simulazione) manda il primo ufficiale del 
"Kerberus" (da allora sempre rimasto misteriosamente in disparte) a recuperare i due oggetti, così da impedire il risveglio di Maura. Daniel, compreso cosa sta succedendo, riesce con la sua consolle a modificare il codice sorgente della simulazione, impostando come "chiave" e "serratura" del risveglio due oggetti diversi. Prima di consegnarli a Maura, gli confessa che non è suo padre il gestore della simulazione (essendo anche lui bloccato in questa), bensì suo fratello Ciarán, che ora Maura, una volta sveglia, sarà chiamata a fermare per far uscire le persone dalle simulazioni.
Maura si risveglia, finalmente, nella realtà: l'anno è il 2099 ed è a bordo di una astronave (chiamata "Prometeus"). Di fianco a lei ci sono tutti i passeggeri del "Kerberus" in stato di animazione sospesa. Su un monitor davanti a lei, il fratello Ciarán le dà il bentornato nella realtà.

## Episodi
| Stagione       | Episodi | Prima TV USA | Prima TV Italia |
| -------------- | ------- | ------------ | --------------- |
| Prima stagione | 8       | 2022         | 2022            |

## Personaggi e interpreti

### Personaggi principali
- Maura Franklin Singleton, interpretata da Emily Beecham, doppiata in italiano da Valentina Favazza.[1]
Dottoressa, Irlandese. È convinta che il fratello Ciaràn sia scomparso col Prometeus visto che poco prima le aveva fatto recapitare una lettera con una strana chiave.
- Daniel Solace, interpretato da Aneurin Barnard, doppiato in italiano da Federico Campaiola.[1]
Compare a bordo del Kerberus solo dopo il ritrovamento del Prometeus.
- Eyk Larsen, interpretato da Andreas Pietschmann, doppiato in italiano da Simone D'Andrea.[1]
Capitano, tedesco, del Kerberus. Ha recentemente perso la famiglia a causa di un incendio divampato nella loro casa, mentre lui era per mare.
- Angel, interpretato da Miguel Bernardeau, doppiato in italiano da Manuel Meli.[1]
Viaggia sul Kerberus assieme al partner Ramiro, di cui dice di essere il fratello, per mascherare l'omosessualità dei due.
- Ramiro, interpretato da José Pimentão, doppiato in italiano da Federico Viola.[1]
Viaggia sul Kerberus assieme al partner Ángel, travestito da prete, per mascherare l'omosessualità dei due.
- Ling Yi, interpretata da Isabella Wei, doppiata in italiano da Veronica Benassi.[1]
Cinese (ma creduta giapponese) viaggia insieme alla madre Yuk Je.
- Yuk Ye, interpretata da Gabby Wong.[1]
Cinese (ma creduta giapponese) viaggia insieme alla figlia Ling Yi.
- Jérôme, interpretato da Yann Gael.[1]
Clandestino sul Kerberus.
- Clemence, interpretata da Mathilde Ollivier, doppiata in italiano da Veronica Puccio.[1]
Viaggia sul Kerberus assieme al marito Lucien, che la ignora.
- Lucien, interpretato da Jonas Bloquet, doppiato in italiano da Jacopo Venturiero.[1]
Viaggia sul Kerberus assieme alla moglie Clemence, di cui sembra tutt'altro che innamorato.
- Virginia Wilson, interpretata da Rosalie Craig, doppiata in italiano da Barbara De Bortoli.[1]
Nobildonna britannica, viaggia sul Kerberus assieme a Ling Yi ed a Yuk Je spacciandole per giapponesi.
- Olek, interpretato da Maciej Musiał.[1]
Polacco, spalatore di carbone in sala macchine.
- Tove, interpretata da Clara Rosager, doppiato in italiano da Margherita De Risi.[1]
Sorella di Krester. Durante il viaggio è al settimo mese di gravidanza.
- Krester, interpretato da Lucas Lynggaard Tønnesen.[1]
Passeggero danese di terza classe. Viaggia assieme alla sua famiglia.
- Iben, interpretata da Maria Erwolter.[1]
Moglie di Anker.
- Anker, interpretato da Alexandre Willaume, doppiato in italiano da Stefano Alessandroni.[1]
Pastore protestante danese, padre di Krester, Tove e Ada.
- Sebastian, interpretato da Tino Mewes, doppiato in italiano da Gabriele Sabatini.[1]
Primo ufficiale del Kerberus.
- Franz, interpretato da Isaak Dentler, doppiato in italiano da Francesco De Francesco.[1]
Braccio destro del capitano Larsen.
- Elliot, interpretato da Fflyn Edwards.[1]
Bambino unico sopravvissuto del Prometeus, pare non sia in grado di parlare.
- Henry Singleton, interpretato da Anton Lesser, doppiato in italiano da Ennio Coltorti.[1]
Padre di Maura.

### Personaggi ricorrenti
- Ada, interpretata da Vida Sjørslev, doppiata in italiano da Sofia Fronzi.[1]
Sorella minore di Krester e Tove.
- Landon, interpretato da Alexander Owen.[1]
- Darrel, interpretato da Ben Ashenden.[1]
- Reginald Murray, interpretato da Richard Hope.[1]
- Eugen, interpretato da Joshua Jaco Seelenbinder.[1]
- Wilhelm, interpretato da Niklas Maienschein.[1]
- Einar, interpretato da Jónas Alfreð Birkisson.[1]
- Bente, interpretata da Heidi Toini.[1]

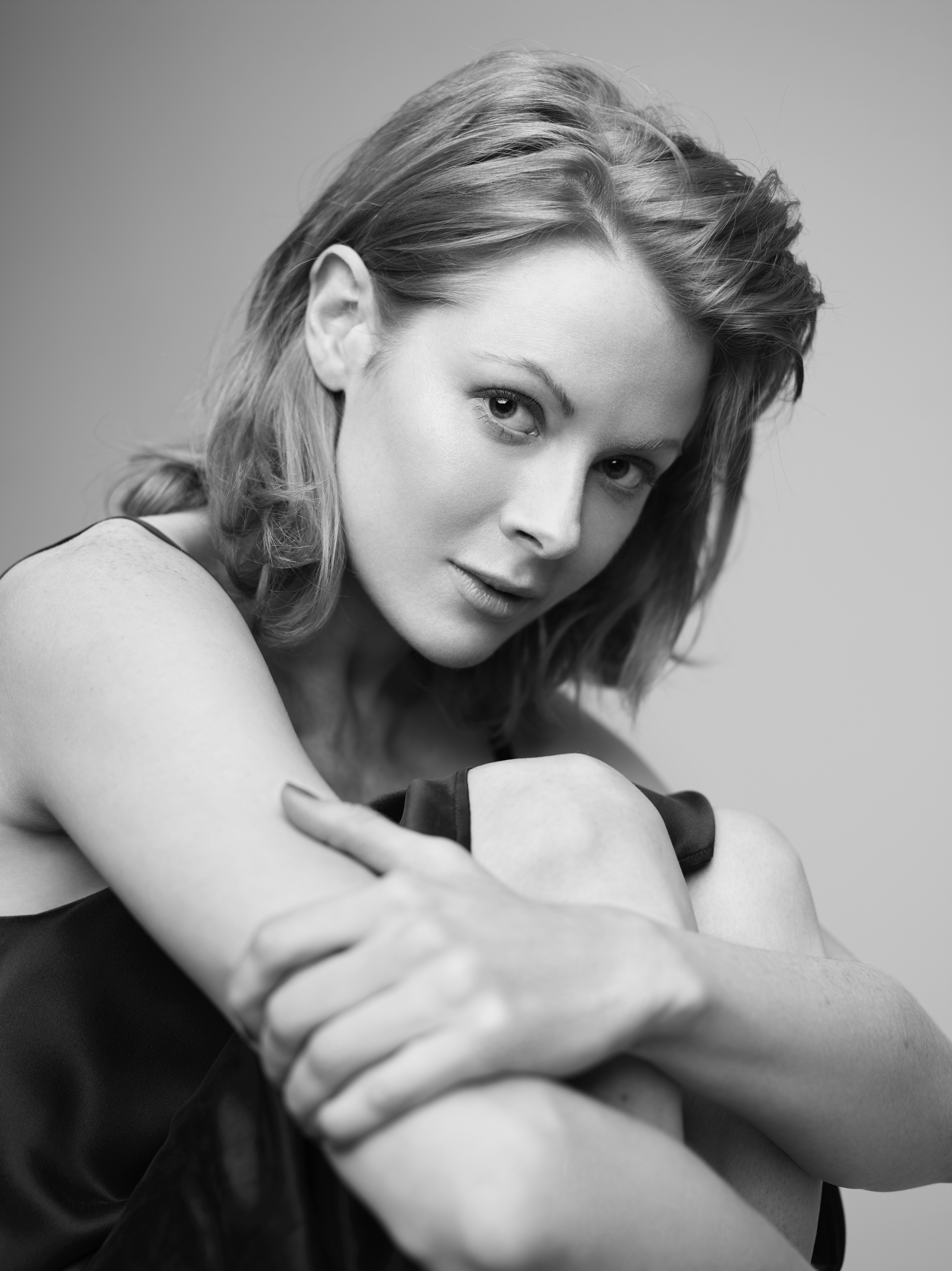
Emily Beecham interpreta Maura Franklin/Singleton
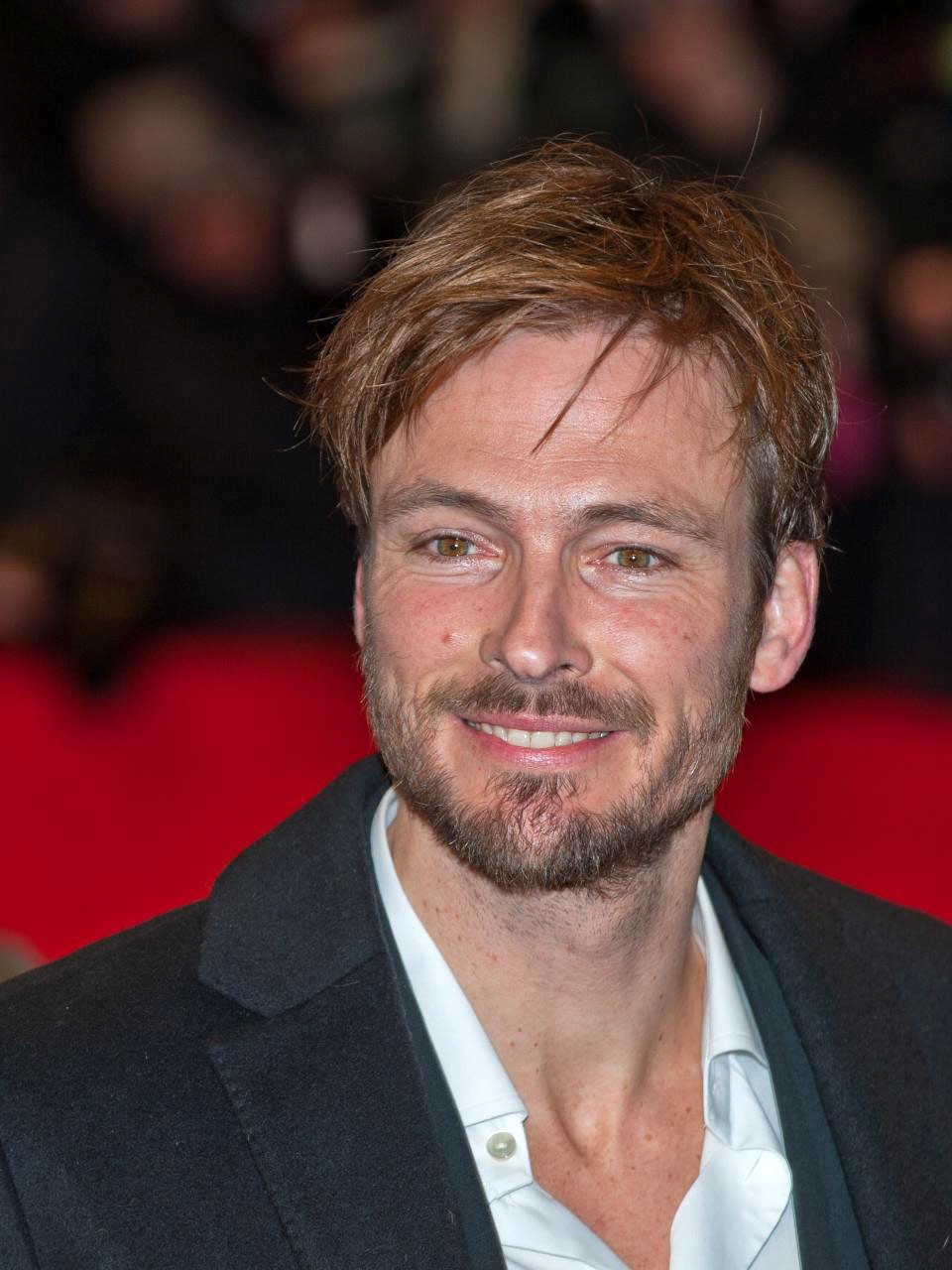
Andreas Pietschmann interpreta Eyk Larsen
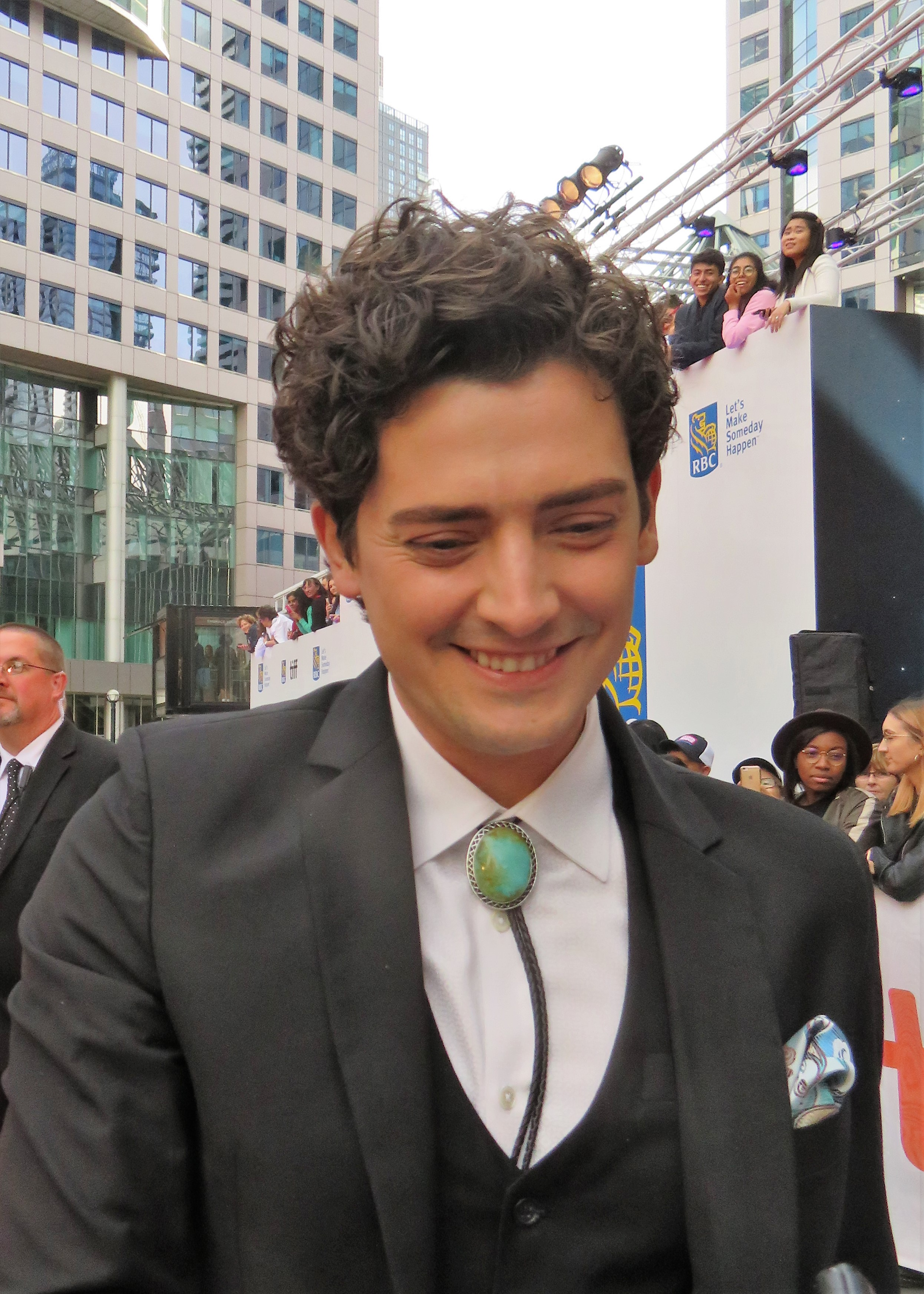
Aneurin Barnard interpreta Daniel Solace
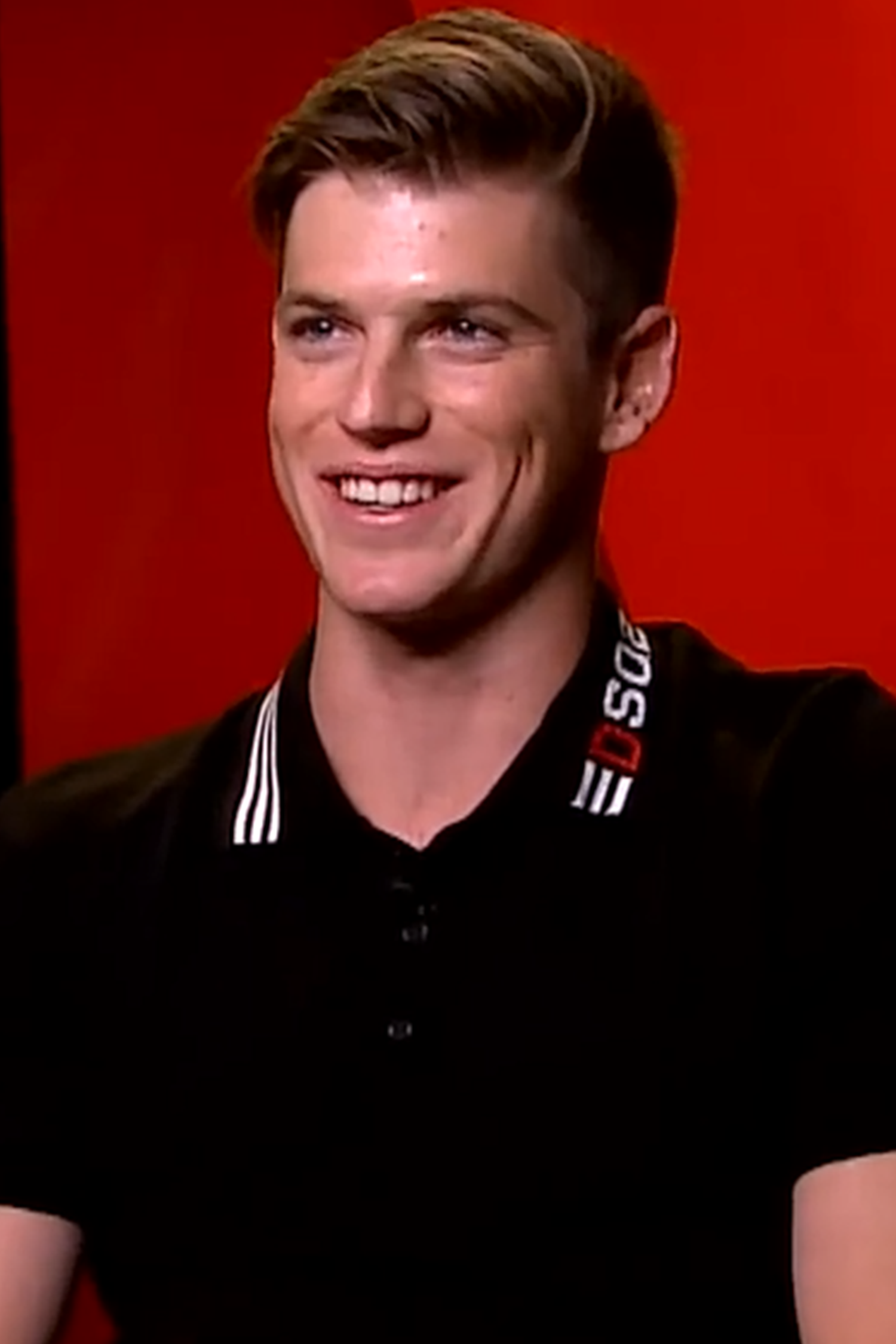
Miguel Bernardeau interpreta Ángel
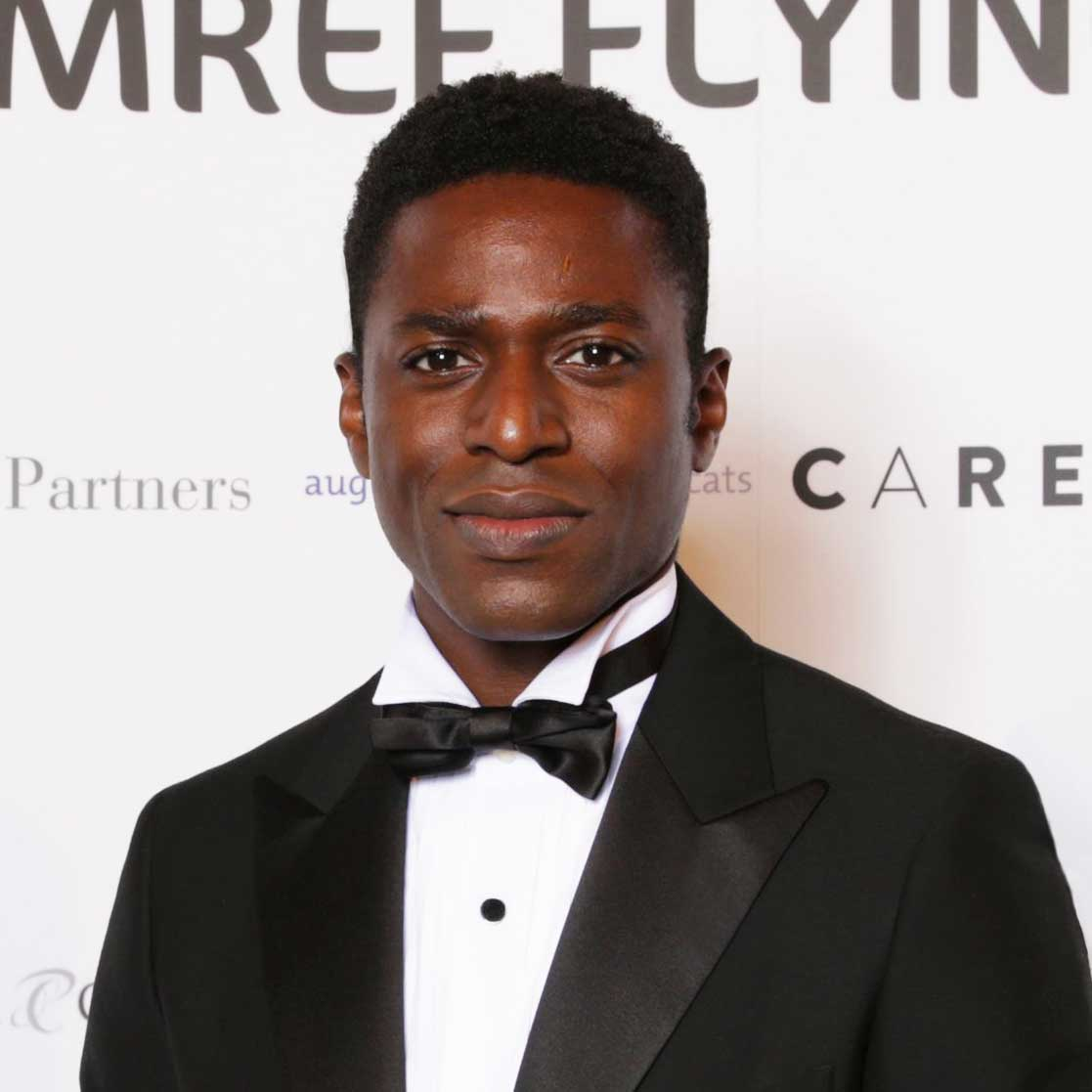
Yann Gael interpreta Jérôme
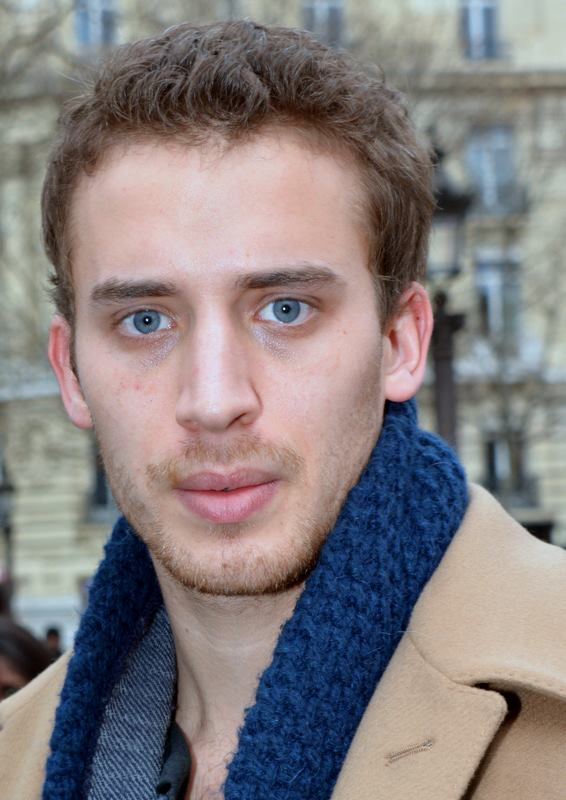
Jonas Bloquet interpreta Lucien
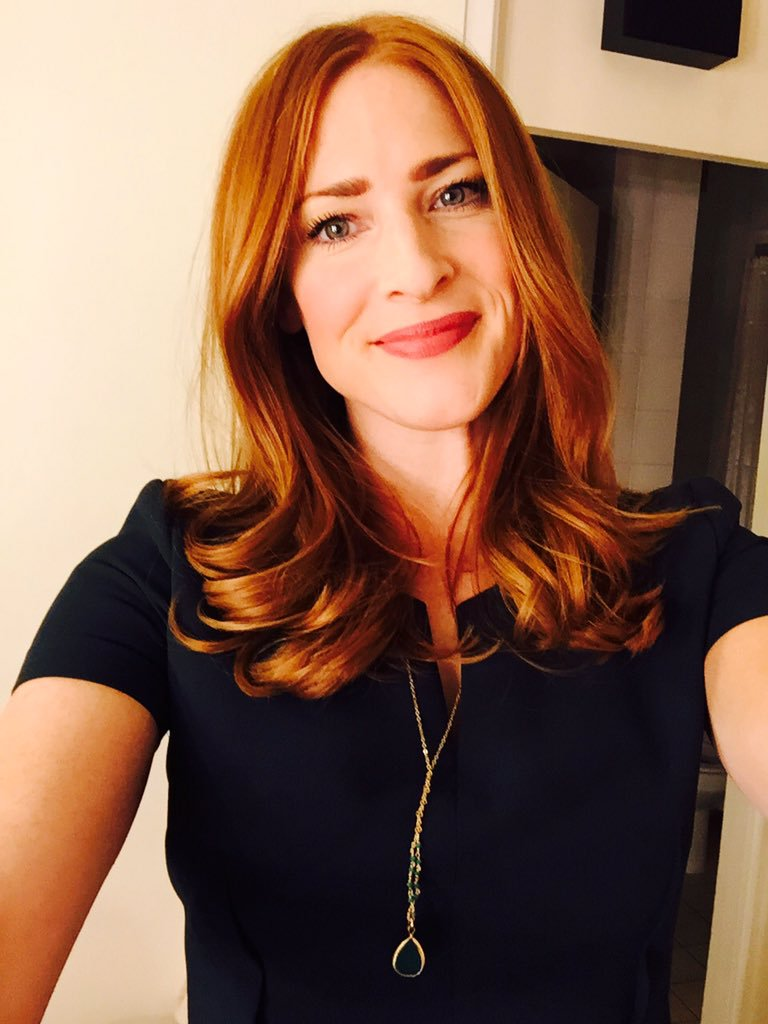
Rosalie Craig interpreta Virginia Wilson
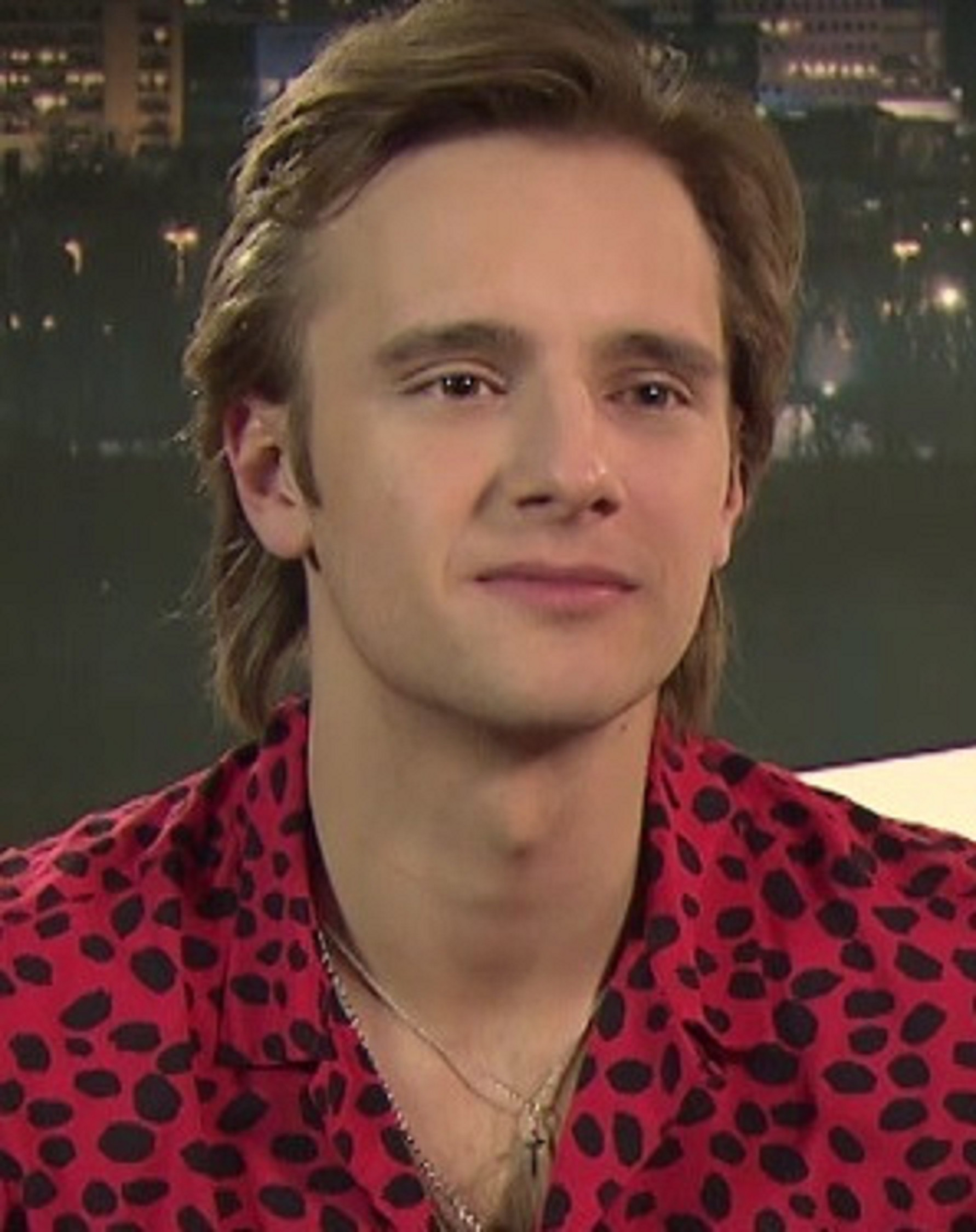
Maciej Musiał interpreta Olek
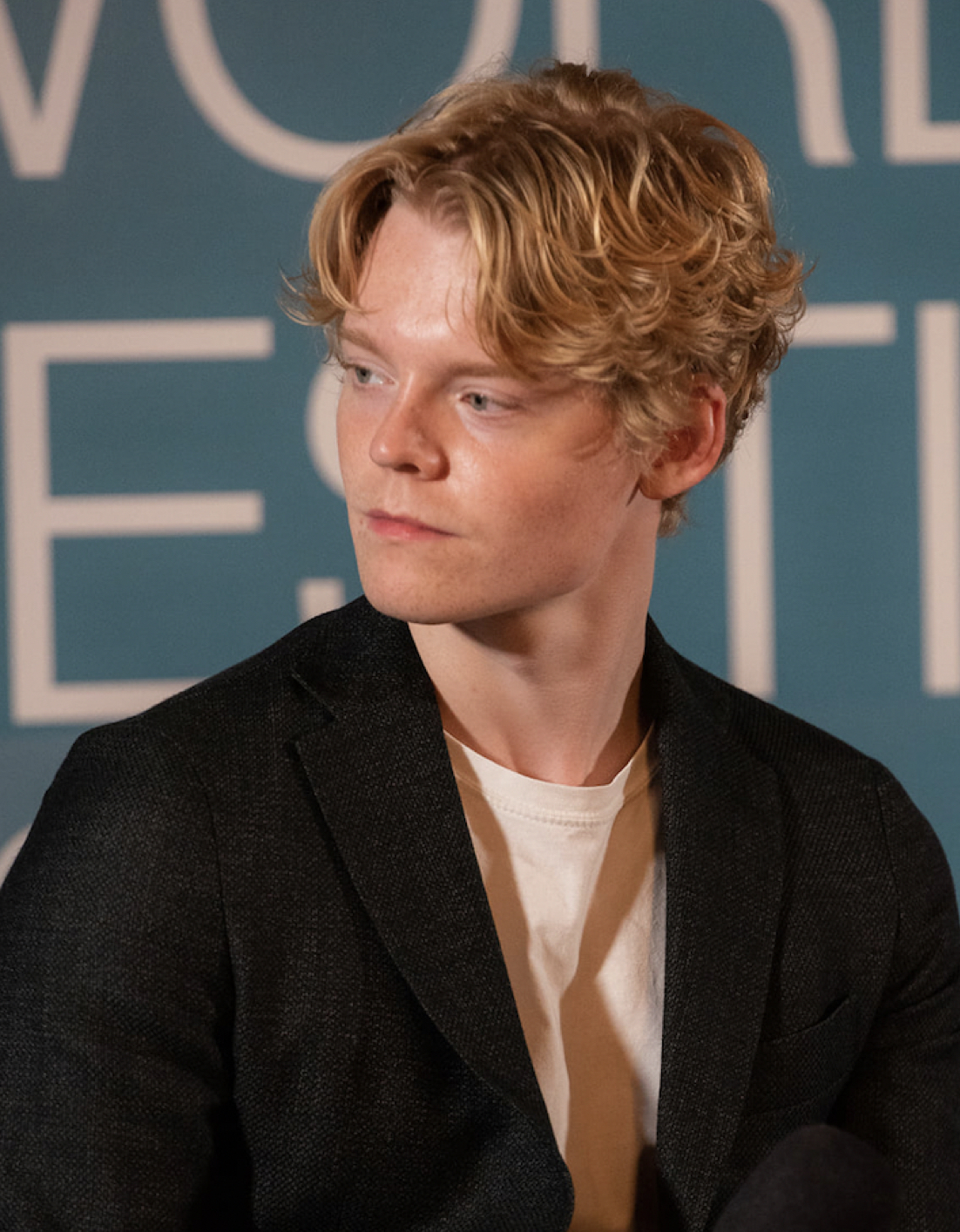
Lucas Lynggaard Tønnesen interpreta Krester
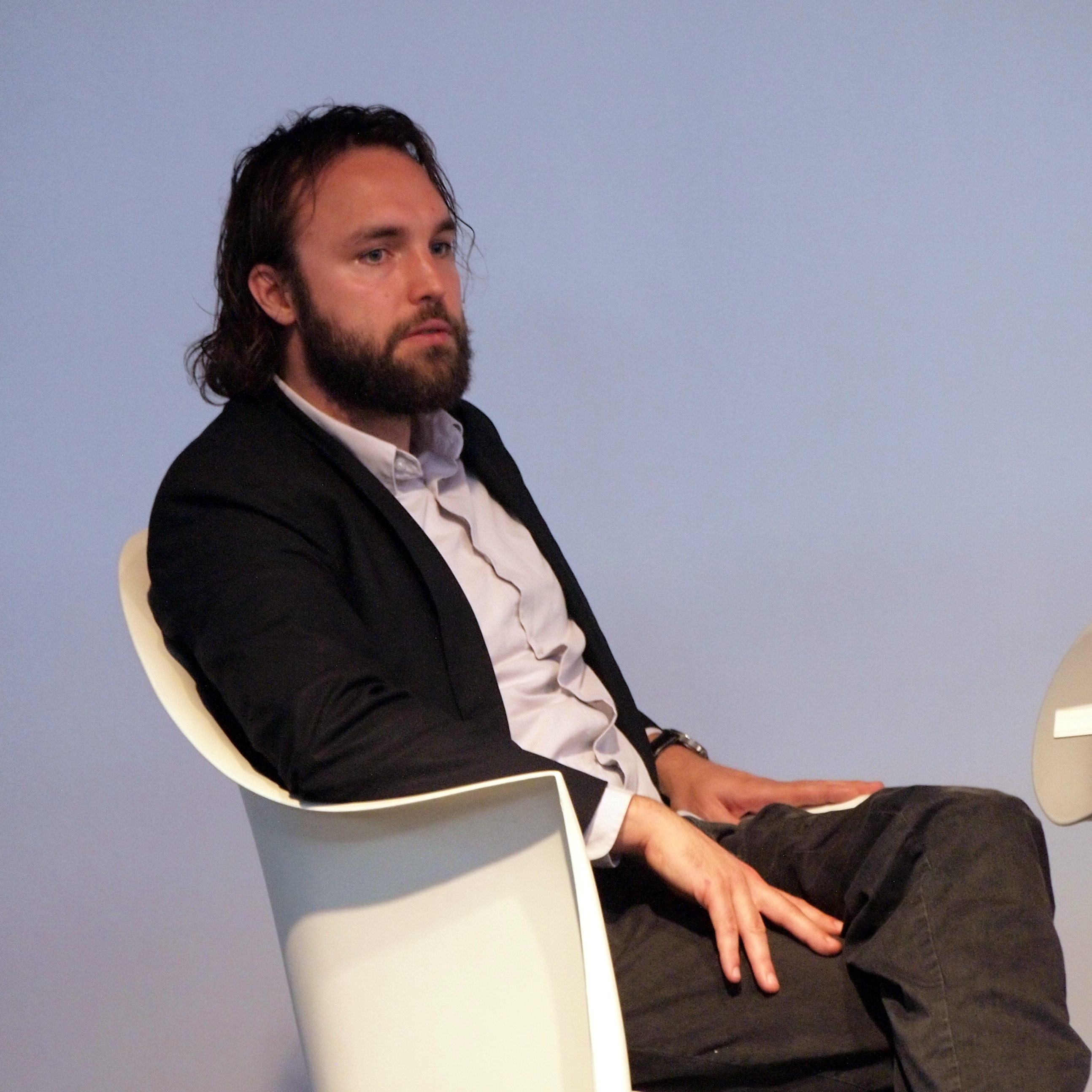
Isaak Dentler interpreta Franz
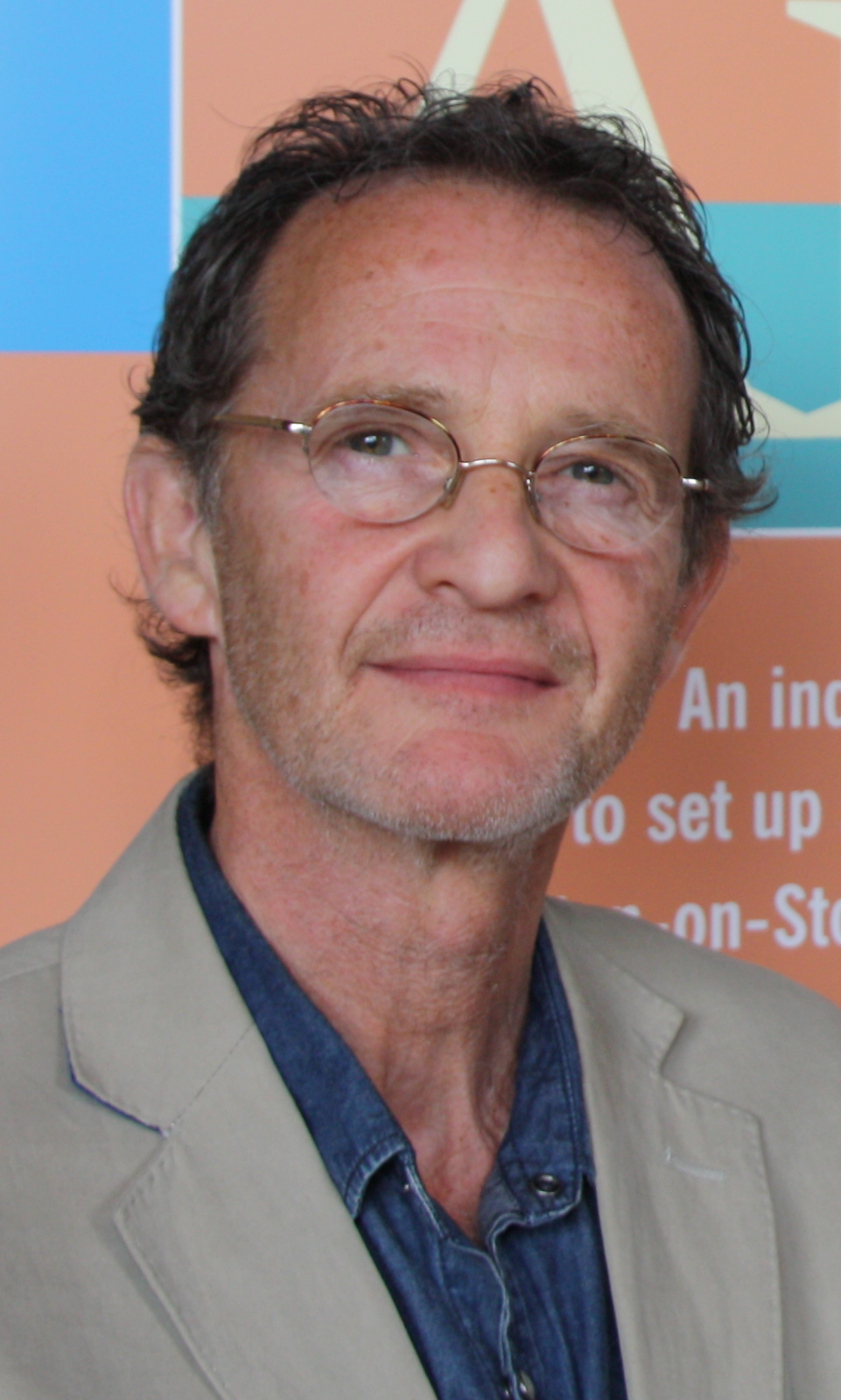
Anton Lesser interpreta Henry Singleton

## Produzione
Nel novembre 2018, Baran bo Odar e Jantje Friese, autori di Dark, annunciano una nuova serie, intitolata 1899.
La serie viene girata in Germania, nello studio Babelsberg, dove è stata allestita un'apposita struttura.
Girata con sfondo LED, la serie utilizza l'Unreal Engine, motore grafico usato per i videogiochi, col quale verranno composti i fondali esterni all'interno dello studio Babelsberg.
Il 2 gennaio 2023 Netflix cancella la serie dopo la sola prima stagione.

## Promozione
Il primo teaser trailer della serie è stato diffuso il 3 maggio 2021, mentre il trailer esteso viene diffuso il 6 giugno 2022.

## Distribuzione
La serie è stata distribuita su Netflix a partire dal 17 novembre 2022.

## Riconoscimenti
- 2023 - Critics' Choice Awards[7]
  - Candidatura per la miglior serie straniera